# Eriosoma lanigerum
Eriosoma lanigerum, rệp táo, rệp sáp hoặc rệp đốm trắng Mỹ, là một loại aphid thuộc họ Aphidoidea theo trong họ Hemiptera. Nó là một con bọ thực sự và hút nhựa cây từ thực vật.

## Miêu tả
Con Eriosoma lanigerum trưởng thành là những con rệp cỡ nhỏ đến trung bình, dài tới 2 mm và có hình elip, có màu từ nâu đỏ đến tím nhưng màu thường được che giấu bởi dịch tiết giống như bông trắng từ chuyên ngành. các tuyến trong bụng của rệp mang tên chung của rệp táo. Sáp được sản xuất sau mỗi lần thay lông nên các cá thể mới lột xác thiếu lớp phủ sáp, mục đích chính được cho là để ngăn chặn mật ong do rệp tiết ra để làm nhiễm bẩn chúng nhưng nó cũng có thể tạo ra nơi trú ẩn tránh khỏi nguy hiểm do thời tiết, ký sinh trùng và động vật ăn thịt.
Nó có râu màu nâu có sáu đoạn  và màu của tibias thay đổi từ nâu đậm sang vàng. Khi con trưởng thành bị nghiền nát, chúng để lại vết máu đỏ. Sự hiện diện của chất này phân biệt E. lanigerum với bất kỳ loại rệp nào khác xảy ra trên cây táo. Trong nhiều cộng đồng loài này, sinh sản là hoàn toàn vô tính và nhộng được sản xuất do trinh sản.
Các nymh có màu hồng cá hồi với đôi mắt đen và các hạt tròn hơi nhô lên khỏi bề mặt của bụng. Các ấu trùng trải qua bốn lần thay đổi instar trước khi trở thành một thành trùng. Các giai đoạn sớm nhất được gọi là crawler và chúng không tạo ra các sợi sáp cho đến khi chúng ổn định để có thể tập trung ăn. Các ấu trùng ngủ đông có màu xanh lá cây rất đậm, gần như đen, mặc dù chúng có thể nhạt hơn và có thể có màu nâu vàng nhạt và thiếu lớp phủ sáp trắng tiết ra.